# Joann Sfar
Joann Sfar (Niza, 1971) es un dibujante y guionista de cómic francés, conocido especialmente por ser coescritor de los álbumes de la serie La Mazmorra y autor en solitario de la serie El gato del rabino. También dirigió la película Gainsbourg (vida de un héroe), 2010. 

## Biografía
Nace en Niza en el seno de una familia judía con hondas creencias religiosas, su padre un judío sefardí, su madre una judía asquenazí de origen ucraniano: esta herencia familiar ha ejercido una fuerte influencia en su posterior obra como autor. Licenciado en Filosofía en Niza, Sfar completa su formación en la Escuela Nacional Superior de Bellas Artes de París, entrando en el estudio de Pierre Carron. Tal y como explica en sus Carnets, las clases de morfología de Jean-François Debord le marcaron especialmente en aquel periodo. 
La introducción de Sfar en el mundo del cómic se produce por dos vías totalmente diferentes, pero simultáneas. Por un lado, encuentra trabajo como guionista en la editorial Delcourt, donde demuestra un gusto formidable a la hora de narrar. Por el otro, escribe y dibuja obras para la editorial de cómic independiente L’Association, donde explica historias menos convencionales con un dibujo aparentemente desenvuelto, más interesado en la narración espontánea que en malgastar la energía de la inspiración realizando “dibujos bonitos”.
Sfar se rodea de artistas gráficos de la prensa de humor como Ronald Searle, Sempé y su admirado Quentin Blake; el ilustrador de los cuentos de Roald Dahl.
En 2008 realizó una polémica adaptación de El principito de Antoine Saint-Exupéry.

## Influencia hebrea
Se aprecia en su cómic más conocido, El gato del rabino; por otro lado, Sfar se reivindica como un heredero de la obra de Hugo Pratt, autor también de origen judío. El pintor que más le ha influenciado es Marc Chagall, a quien le dedicó un libro gráfico Chagall en Rusia, y su músico más admirado es Serge Gainsbourg, ambos judíos. Su película sobre Serge Gainsbourg trata parcialmente el tema del antisemitismo. Bajo estas raíces, su obra ha sido traducida por la española Esther Bendahan:
- Los viejos tiempos, el rey no besa, Ediciones Ponent Mon, 2010.
- Chagall en Rusia, Editorial 451, 2011.

## Cine
En el año 2010 inicia su carrera como director cinematográfico con dos proyectos: Serge Gainsbourg, vie héroïque, biopic sobre el cantante Serge Gainsbourg, y llevando a la pantalla su obra El gato del rabino.
En 2014, se encarga de animar y de dirigir «Matrimonio», un segmento animado para la película Khalil Gibran's The Phrophet.

## Obra
La obra de Sfar toca temas muy diversos, vinculados a las preocupaciones personales del autor: la virilidad, la feminidad, Dios, el arte, la política, la historia, la filosofía, la literatura, el cine, las culturas de los países que visita, la música...

"Los dibujos han formado parte de mi vida desde niño y las historias que creo están tiznadas de elementos que rodean mi existencia y que conozco bien"
Joann Sfar

La palabra clave de la obra de Sfar es sin duda “familia”. No conoció a su madre el tiempo suficiente como para tener recuerdos de ella y muchos afirman que sus personajes femeninos tienen ecos de esa madre “fantasma”. 
Su padre, un abogado famoso, parece ser alguien particular. En la opinión de algunos, la serie Isaac El Pirata de Christophe Blain es un retrato fantasmagórico de Joann Sfar (relaciones padre-hijo, judaísmo) y del propio Blain (viajes, marina).
Una de sus fuentes de inspiración es el dibujante japonés Leiji Matsumoto. A su vez, él mismo ha influido a multitud de autores, también fuera de sus fronteras. Es el caso de la española Mireia Pérez (La muchacha salvaje).
Es un autor que ha colaborado con bastantes historietistas. Por ejemplo, en la serie La Mazmorra o sus proyectos de edición en Bréal Jeunesse.
Sus personajes suelen aparecer en varias de sus series, en la línea de los cómics de Osamu Tezuka. 